# Shellshock (игра)
Об уязвимости bash 2014 года - Bashdoor
Shellshock — компьютерная игра, разработанная Core Design и выпущенная в 1996 году. Игра в жанре симулятора с видом из кабины танка. Игрок управляет танком M-13 Predator. Главный герой игры противостоит мировому террору и коррупции.

## Геймплей
Игра представляет собой трёхмерный мир со спрайтовыми объектами наподобие Doom. Перед каждой миссией игрок проходит инструктаж, цель — в зависимости от миссии уничтожить все вражеские единицы техники или разрушить здания.
Всего в игре 33 миссии. После каждой миссии выделяются деньги для улучшения танка или покупки дополнительных возможностей.

## Сюжет
Действие игры начинается 1997 году.